# Tepakiphasma ngatikuri
Tepakiphasma ngatikuri är en insektsart som beskrevs av Buckley och Sven Bradler 20. Tepakiphasma ngatikuri ingår i släktet Tepakiphasma och familjen Phasmatidae. Inga underarter finns listade i Catalogue of Life.